# Ganswindt (månekrater)
Ganswindt er et nedslagskrater på Månen. Det befinder sig på den sydlige halvkugle på Månens bagside nær dens sydpol og er opkaldt efter den tyske raketingeniør Hermann Ganswindt (1856 – 1934). Han var den første, som foreslog brug af reaktionsmotorer til rumrejser (i 1881), og han fremsatte også den ide, at tiden var en fjerde dimension.
Navnet blev officielt tildelt af den Internationale Astronomiske Union (IAU) i 1970. 

## Omgivelser
Ganswindtkrateret ligger forbundet med den sydvestlige yderside af det enorme bassin Schrödingerkrateret. Det ligger delvis hen over det mindre krater Idel'son mod syd.

## Karakteristika
Randen af Gandswindt er stort set cirkulær, men noget uregelmæssig mod syd. Meget af kraterbunden indeholder ujævne højderygge, og der ligger et lille krater i dens sydøstlige del. Eftersom sollyset rammer kraterets indre i lille vinkel, ligger den nordlige del af bunden næsten altid i skygge, så den del unddrager sig observation.

## Måneatlas
- Billeder af Ganswindtkrateret i LPI-måneatlasset
- USGS-kort